# Iglesia Evangélica Luterana Unida
Iglesia Evangélica Luterana Unida (IELU) är ett lutherskt trossamfund i Argentina. Samfundet tillhör Lutherska världsförbundet.